# Xã Great Bend, Quận Barton, Kansas
Xã Great Bend (tiếng Anh: Great Bend Township) là một xã thuộc quận Barton, tiểu bang Kansas, Hoa Kỳ. Năm 2010, dân số của xã này là 1.752 người.